# Jon Lugbill
Jon Lugbill, född 27 maj 1961 i Wauseon i Ohio, är en amerikansk kanotist.
Han tog VM-guld i C-1 i slalom 2013 i Prag.